# Gregorčič
Gregorčič je priimek v Sloveniji, ki ga je po podatkih Statističnega urada Republike Slovenije na dan 1. januarja 2010 uporabljalo 649 oseb in je med vsemi priimki po pogostosti uporabe uvrščen na 386. mesto.

## Znani nosilci priimka
- Andrej Gregorčič, pesnik
- Anton Gregorčič (1852—1925), rimskokatoliški duhovnik in politik
- Brane (Branko) Gregorčič (*1960), meteorolog
- Erni Gregorčič (*1976), dvigovalec uteži
- Jože Gregorčič (1903—1942), športnik, španski borec, organizator narodnoosvobodilne borbe na Gorenjskem
- Lena Gregorčič, dramaturginja
- Marta Gregorčič (*197#?), sociologinja, družbena aktivistka
- Milan Gregorčič (?—1979), zdravnik, častni član SZD
- Milena Gregorčič (*1952), slikarka, grafičarka
- Monika Gregorčič (*1969), ekonomistka, političarka, poslanka DZ ...
- Natan Gregorčič, kolesar
- Nevenka Gregorčič ("Eka") (*1948), ilustratorka
- Peter Gregorčič (*1980), fizik, univ. prof. FS UL, publicist
- Petra Gregorčič Mrvar, pedagoginja, prof. FF UL
- Radoš Gregorčič (*1949), slovenski gospodarstvenik bosanskega rodu
- Sanja Gregorčič, igralka (ZDA: Holywood, London)
- Simon Gregorčič (1844—1906), pesnik, prevajalec
- Simon Gregorčič (1856—1917), duhovnik in prevajalec
- Tatjana Mihelčič Gregorčič (*1957), glasbena pedagoginja/šolnica, zborovodkinja